# Янош I Заполья
Янош I Заполья (Іван Запольський, угор. Szapolyai János; хорв. Ivan Zapolje, Ivan Zapoljski, 2 лютого 1487 — 22 червня 1540) — угорський державний діяч білохорватського (руського) походження, князь Семигорода, король Угорщини, син палатина Степана Запольського (Іштвана Заполья) і Ядвіги Тешинської, дочки князя Пшемислава II. Бабця його матері Анна була донькою белзького князя Івана, яка вийшла заміж за тишинського князя Казимира. 
Нащадок Тврде Заполья (Tvrde Zapolje) — засновника Тврдіч-града в Хорватії. З 10 листопада 1526 року Іван Запольський був передостаннім королем-уродженцем Угорського королівства і останнім — під владою якого хоча б номінально перебувала вся територія цього королівства (реально — Східно-Угорське королівство).

## Біографія
Іван Запольський народився в Спишському Граді, на території сучасної Словаччини.
У 1510 році Іван попросив руки принцеси Анни. Можливо, його призначення в 1511 році воєводою Семигорода мало тримати його подалі від столиці.
1514 року Заполья спільно з Іштваном Баторі жорстоко придушив селянське повстання під проводом Георгія Дожа.
Після смерті Владислава (Уласло) II став регентом при малолітньому королі Людовику (Лайоші) II. Намагався добитися свого призначення палатином, але замість нього ним став Іштван (Стефан) IV Баторій, батько Стефана, майбутнього короля Польщі. Кланове суперництво між Заполья і Баторі багато в чому допомогло туркам взяти фортецю Белград у 1521 році.
Після поразки в битві при Мохачі й загибелі Людовика II  було проведено два сейми, які обрали двох різних королів. 16 жовтня Янош був обраний королем у Токаї. Коронований 11 листопада 1526 року. Безуспішно просив руки вдови Людовика II — Марії Австрійської. Конкурентом Запольського став обраний 16 грудня Фердинанд I Габсбург, майбутній імператор Священної Римської імперії.
У 1527—1528 роках армія Фердинанда вторглася в Угорщину, розбила війська Запольського і вигнала його з батьківщини в Польщу (Галичину). Перебуваючи у вигнанні, Іван звернувся в 1528 році по допомогу до Османської імперії. Маючи численні маєтки біля Сянока і з допомогою свого родича Івана Тарновського набрав собі армію з галицьких селян і вщент розбив австрійців під Токаєм.
10 травня 1529 року розпочалося вторгнення Сулеймана Пишного в Угорщину. Під час цієї кампанії османські війська вибили сили Габсбургів з країни, впритул підійшли до Відня — і відновили владу Івана в більшій частині Угорщини. Іван Запольський в липні 1529 року змушений був принести васальну присягу турецькому султану — і лише тоді той визнав його королем Угорщини.
У 1531 році Фердинанд I направив до Константинополя дипломатичну місію для укладення мирного договору з султаном. У 1533 році Фердинанд погодився платити данину османам.
У 1538 році Іван Запольський уклав таємний трактат з Фердинандом, визнавши Габсбурга своїм спадкоємцем — в обмін на військову допомогу проти османів. Однак, вже в наступному, 1539 році, Іван одружився з дочкою польського короля Сигізмунда Старого — Ізабеллою Ягеллонкою. Від цього шлюбу за місяць до смерти Яноша народився його син Янош II Жигмонд, якому Янош I у 1540 році й заповів королівство. Після смерті Яноша II османи захопили столицю королівства Буду (1541 рік).